# Arka Tag
L'Arka Tag est un sommet de Chine situé à 2 200 km à l'ouest de Beijing.